# El casamiento engañoso
El casamiento engañoso és una de les Novelas ejemplares de Miguel de Cervantes.

## Argument
L'alferes Campuzano surt coixejant de l'hospital en molt mal estat i es troba amb un amic que queda molt impactat pel seu estat. Li pregunta què li passa i l'alferes li respon que la malaltia va ser causada per una dona amb la qual s'havia casat. L'amic s'emporta el militar a casa seva perquè li expliqui tota la història amb més detall.
Comença una narració en primera persona per part de l'alferes. Havent dinat en una posada, una dama amb la cara coberta amb un vel s'asseu al seu costat. L'home se sent seduït per la dona misteriosa, que havia mostrat només les mans, molt blanques, i es va negar a descobrir el seu rostre. Davant la insistència de l'alferes, la senyora li diu que la faci seguir per un criat fins a casa seva, i així li podrà veure la cara. Així ho fa Campuzano, i finalment contempla el rostre de la dona, que és bella, encara que no enlluernadora. L'alferes conversa molt amb la dona, i sovint va a casa seva, però ella es nega a entregar-se sense matrimoni. Ambdós decideixen unir els seus béns, la casa gran de la dona i algunes joies d'or que l'alferes tenia, i es casen.
Durant una setmana, l'home gaudeix de tots els plaers del casament, però un dia, arriba una altra dona, acompanyada per un home, dient que és la veritable senyora de la casa. L'esposa de l'alferes diu que aquesta dona és amiga seva, que vol enganyar l'home dient que totes aquelles pertinences són seves, per convèncer-lo que es casi amb ella. L'alferes finalment accepta el joc, a contracor, i es queden a casa d'una altra amiga de l'esposa. Quan la seva dona surt a veure com va el suposat engany, l'amfitrió explica a l'alferes tota la veritat: la seva dona no era l'autèntica mestressa de la casa, sinó la suposada amiga.
Desesperat, l'home va a l'església a resar i dormir. Quan torna, les seves joies han estat robades, i la seva dona ha fugit. En aquest punt la narració en primera persona s'interromp. L'alferes diu que no lamenta el robatori de les joies, i explica al seu amic, que està molt sorprès, que totes eren falses. Però la història no acaba aquí: el tinent diu que encara té una cosa més espantosa per explicar.
Impulsat pel seu amic curiós, afirma haver sentit conversar els cadells que vigilaven l'hospital. El seu amic creu que s'ha tornat boig, però l'alferes diu que està tan segur d'allò que va sentir que ho va anotar en un paper. Agafa les notes i comença a llegir. I aquí aquesta novel·la s'enllaça amb la darrera: El coloquio de los perros.